# Dierks Bentley
Dierks Bentley (Phoenix, Arizona, Estados Unidos, 20 de noviembre de 1975) es un cantante estadounidense de música country. Desde 2003, ha grabado para Capitol Records Nashville,  para el que ha lanzado siete álbumes.

## Biografía
Bentley nació el 20 de noviembre de 1975 en Phoenix, Arizona. Asistió a Culver Academies. Después de graduarse de la Escuela de Lawrenceville, a la edad de 19 años Bentley se trasladó a Nashville, Tennessee. Bentley pasó un año en la Universidad de Vermont, antes de trasladarse a la Universidad de Vanderbilt en Nashville, Tennessee, donde se graduó en 1997.

## Vida personal
Bentley se casó con Cassidy Black el 17 de diciembre de 2005 en México.  Ellos viven en Nashville, Tennessee, con su perro Jake (quien ha aparecido en algunos de los videos de Dierks) y George. La pareja dio la bienvenida a su primer hijo, Evelyn Day Bentley (apodado "Evie"), el 4 de octubre de 2008. Su segunda hija, Jordan Catherine Bentley, nació el 25 de diciembre de 2010.